# Castelo da Lousa
O chamado Castelo da Lousa, também referido como Castelo Romano da Lousa, é um sítio arqueológico romano e da Idade do Ferro, situada na área da Herdade do Montinho, na freguesia de Luz, município de Mourão, distrito de Évora, em Portugal. Foi submergido pela albufeira da Barragem do Alqueva.
O Castelo da Lousa está classificado como Monumento Nacional desde 1970.

## Descrição
O monumento consiste numa antiga povoação fortificada ou uma fortificação militar, situado numa área que originalmente fazia parte da propriedade conhecida como Montinho, a cerca de 8 Km da vila de Mourão, no sentido Sudoeste. Implanta-se num promontório na margem esquerda do traçado original do Rio Guadiana. Estava situado num local entre as ribeiras do Montinho, a Sul, e a da Lousa, a Sul, que desaguavam no Guadiana, permitindo assim a criação de condições naturais de defesa através dos declives acentuados daquelas linhas de água. Assentava numa plataforma superior, com desníveis naturais nos lados Noroeste e Nordeste, formado dois níveis de plataformas no lado do Guadiana, com duas superiores e duas inferiores. Foram avançadas várias teorias sobre qual seria a função do monumento, nomeadamente que serviria para vigiar as vias de comunicação, e ao mesmo tempo controlar uma área de grande importância do ponto de vista económico, devido à presença de vários jazigos mineiros. Uma outra proposta é que seria uma casa agrícola fortificada, que teria sido construída como parte de um plano de colonização do território.
Em termos de estruturas, foram encontradas as ruínas de um edifício de planta quadrangular, com cerca de 23 por 20 m, que seria o edifício principal. O espólio do local inclui fragmentos de cerâmica, como ânforas, peças de tipologia campaniense e doméstica comum romana, além de terra sigillata. Foi igualmente encontrada uma escudela, partes de mós manuais em xisto, e várias peças metálicas, como uma fivela, uma pinça em cobre, um utensílio conhecido como simpulum, e três moedas, uma delas em bronze.
Nas imediações foram encontrados outros sítios arqueológicos, incluindo dois abrigos formados por pedras de xisto, que provavelmente eram utilizados por pastores, um dólmen do período Neo-Calcolítico, a cerca de 400 m a Sul do castelo.

## História
O castelo foi ocupado entre os séculos I a.C. e I d.C., período que corresponde primeiro à Idade do Ferro e depois à época romana.
Na década de 1970, o sítio arqueológico foi investigado por Afonso do Paço e Joaquim Bação Leal, que escavou os dois níveis de plataformas superiores do lado do rio.
Após a conclusão da Barragem do Alqueva, o sítio arqueológico foi totalmente submerso pela albufeira, tendo sido protegida por sacos de areia cobertos por pasta de cimento, de forma a reduzir o desgaste produzido pela água.